# Реген (річка)
Реген (нім. Regen) — річка в Німеччині, протікає по Верхньому Пфальцу (земля Баварія), ліва притока Дунаю.
Утворюється Реген на території Бад-Кецтінга при злитті річок Шварцер-Реген (Schwarzer Regen) і Вайсер-Реген (Weißer Regen). У свою чергу Шварцер-Реген утворюється злиттям річок Кляйнер-Реген (Kleiner Regen) і Гросер-Реген (Großer Regen). Загальний річковий індекс Регена, Шварцер-Регена і Гросер-Регена 1522. Загальна площа їх басейну становить 2878,13, загальна довжина цих річок 190,93 км. Довжина власне Регена 103 км. Висота витоку 381 м. Висота гирла 325 м. Ухил річки — 0,33 м / км.
Витоки Гросер-Регена знаходяться в Богемскому Лісі на території Чехії за кілька кілометрів від кордону з Німеччиною. Далі річка протікає в основному по території Баварського Лісу, впадаючи в Дунай на території Регенсбурга.
Крім Регенсбурга з великих населених пунктів на річці розташовані міста Кам, Регенштауф і Реген.
1. 1 2 3 4 5  DIBAVOD — ISSN 0322-8916